# Gerontotecnología
La gerontotecnología (de geronto-, "anciano") es la aplicación de la tecnología en el área de la gerontología que estudia el envejecimiento humano. 
Se trata de un campo multidisciplinario que incluye la investigación de aspectos biológicos, psicológicos, sociales y médicos del envejecimiento, y también la geriatría, la rama de la medicina que trata la salud de las personas mayores.